# Tråd-Nybodtjärnen
Tråd-Nybodtjärnen är en sjö i Härjedalens kommun i Härjedalen och ingår i Ljungans huvudavrinningsområde. Tråd-Nybodtjärnen ligger i Henvålen-Aloppan Natura 2000-område.